# Астерион (бог)
Астерион (грч. Ἀστερίων, -ωνος) је у грчкој митологији био речни бог.

## Митологија
Живео је на Аргосу, на Пелопонезу, куда су текле његове воде. Његови родитељи су највероватније били Океан и Тетија, а кћерке, према Паусанији, Акраја, Просимна и Еубоја. Заједно са Инахом и Кефисом је, према Зевсовој наредби, био судија у спору између Посејдона и Хере. Наиме, Посејдон је био бесан због поделе градова међу боговима и желео је да Хери преотме Арголиду. Био је упоран у том спору, али је одбијао да се појави пред олимпским главешинама јер је сматрао да према њему гаје предрасуде. Зато је Зевс позвао речне богове да донесу пресуду и они су то учинили у корист Хере. Посејдон је био љут, али му је било забрањено да се свети поплавом, па је пресушио изворе својих судија, тако да у њима лети није било воде. Ипак, његове кћерке су након овог догађаја постале Херине пратиље. Овог бога је поменуо и Хесиод у теогонији.